# Markaz Banī Suwayf
Markaz Banī Suwayf (arabiska: مركز بني سويف) är en region i Egypten.   Den ligger i guvernementet Beni Suef, i den centrala delen av landet, 110 km söder om huvudstaden Kairo.